# پزشکی صوفیانه

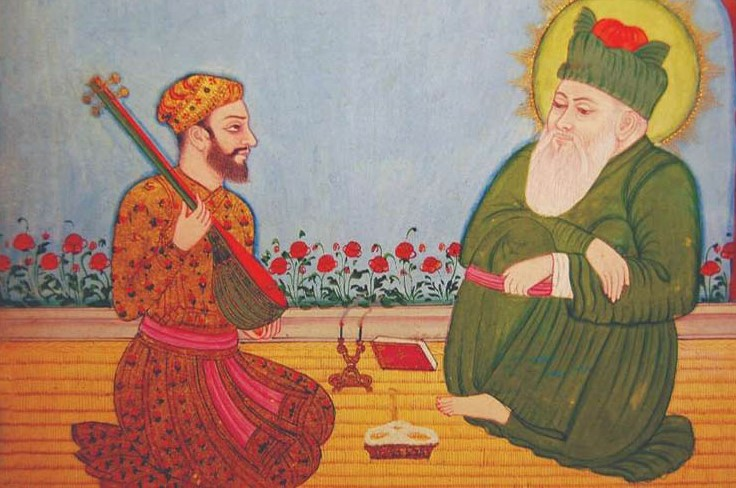
یک صوفی در حال انتقال جکمت به مرید

یک جریان پزشکی است که با ورود مغولان به ایران تقویت شد ولی ظهور آن تا آغاز حکومت صفویه به طول انجامید و تا پایان حکومت قاجار نیز ادامه یافت. مبانی نظری این جریان در اصل ورود علوم خفیه به ساختار پزشکی ایرانی است. در این دوران می‌توان ورود موضوعات کیمیا، هیمیا، سیمیا ریمیا را به حوزه درمان مشاهده کرد. این تفکر در حوزه طب سنتی همچنان ادامه دارد. 

## تاریخچه
با آغاز نهضت ترجمه بخش بزرگی از کتب طبی توسط پزشکان و مترجمان جندی شاپور در بیت الجکمه به عربی ترجمه شدند. پزشکی ایرانی نتیجه این تجولات می‌باشد ابن سینا اوحج تفکر پزشکی ایرانی است که بر پایه اخلاط چهار کنه بنا شده‌است. اما در کنار این جریان غالب، یک نحله فکری متمایز تحت عنوان پزشکی صوفیانه با آغز حکومت صفویان شکل گرفت. اولین گرایشات در این حوزه را می‌توان نزد داود انطاکی مشاهده کرد. در این جریان اندیشه‌های صوفیانه به آرمی در پزشکی گسترش می‌یابد. ورود علوم خفیه به حوزه پزشکی از این دوران تقویت می‌شود. البته پیش از این نیز موضوعات اینچنینی در حوزه طب ایرانی وجود داشته‌است مانند اندیشه‌های علی ابن ربن طبری در کتاب فردوس الحکمه اما با قدرت گرفتن صوفیان در عرصه سیاست و تشکیل حکومت صفویه این جریان هویت تازه ای پیدا می‌کند.
بزرگان جریان صوفیه وارد حوزه پزشکی می‌شوند. بها الدوله رازی و کتاب خلاصه التجارب، محمد کریم خان کرمانی (از مشایخ فرقه شیخیه) و کتاب دقایق العلاج، حکیم محمد اکبرشاه ارزانی و کتاب مفرح القلوب حتی امروزه نیز برخی برگزاری آیینهای صوفیانه را راهی برای درمان بیماری‌ها می‌دانند.

## مشخصه‌های نسخه‌های خطی

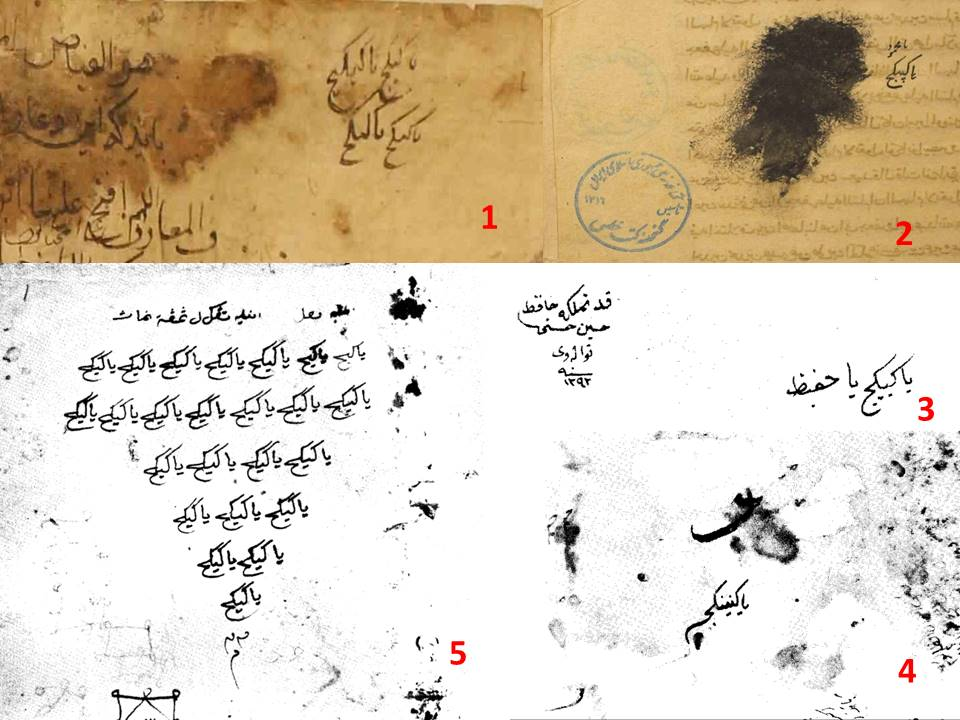
کبیکج در ابتدای نسخه‌های خطی

با گسترش گرایشات صوفیانه این نوع از تفکر در تمام زمینه‌ها از جمله پزشکی خود را آشکار کرد. یکی از آثار گرایش ها ورود واژه کبیکج در صفحه اول یا آخر کتابها برای محافظت از نسخه خطی و به شکل ذکر می‌باشد.
در این کتابها که لفظ «یا کبیکج احفظ» آمده در ایران، هند (پاکستان و افغانستان در آن دوران جزء ایران بودند برای همین نسخه‌های خطی این دوران را متمایز نشده‌است) به وفور یافت می‌شود. این موضوع برای اولین بار توسط ادم گسیک مطرح شد.